# 315088 Daniels
315088 Daniels este o planetă minoră (asteroid) din centura de asteroizi. A fost descoperită pe 21 februarie 2007 la Charleston⁠(d) de Robert Holmes⁠(d). 
Obiectul prezintă o orbită caracterizată de o semiaxă mare de 3,113673206743 UAi, o excentricitate de 0,09, o înclinație de 11,8 ° în raport cu ecliptica.